# 顺昌站
顺昌站是鹰厦铁路车站，位于福建省南平市顺昌县双溪街道。车站于1957年投入使用，距鹰潭站238公里、厦门站456公里，现为三等站。鹰厦铁路的开通使得顺昌县交通不便的情况有所改善，当地盛产的松杂木、毛竹通过铁路运往全中国各地，而钢材、石油、布匹等工业产品则通过铁路进入当地。
车站目前办理客货运业务：客运办理旅客乘降、行李包裹托运业务；货运办理整车、零散货物发到业务。

## 车站结构

### 站房
顺昌站站房建于1976年，共设有2层。其中售票处26平方米，候车室216平方米，软席候车室42平方米。

### 站场
顺昌站设有1座旅客站台，为侧式站台。站台长365米，并被长91米的雨棚覆盖。车站货场办理整车及零散货运业务，设有通往永恒矿产品、福建水泥股份顺昌水泥厂和顺昌贮木场的专用线。
|          | 车站货场          |
| 侧线     | 鹰厦铁路 列车     |
| 侧线     | 鹰厦铁路 列车     |
| 侧线     | 鹰厦铁路 列车     |
| 0        |                   |
| 正线     | 鹰厦铁路 客运列车 |
| 1站台    | 鹰厦铁路列车      |
| 侧式站台 |                   |
| 站房     | 售票处、候车室    |

## 车站周边
- 福音堂
- 城区动物检疫报验点